# Norra Gilltjärnen
Norra Gilltjärnen är en sjö i Norbergs kommun i Västmanland och ingår i Norrströms huvudavrinningsområde.